# Карлус Друмонд ди Андради
Карлус Друмонд ди Андради (на португалски: Carlos Drummond de Andrade) е бразилски поет, писател и преводач, смятан за един от най-значимите автори в страната. Стихотворението му „Canção Amiga“ (Приятелска песен) е изобразено на банкнотата от 50 крузадо ново в края на 80-те години на XX век.

## Биография
Той е роден на 31 октомври 1902 година в Итабира, щата Минас Жерайс. Получава диплома по фармацевтика в Белу Оризонти, но през по-голямата част от живота си е държавен чиновник. През 20-те години се включва активно в модернистистичното движение в бразилската литература и е оценяван като най-значимия бразилски поет на 20 век. Издава общо 28 книги с поезия, като дебютира с „Някаква поезия“ (1930 г.). По-важни стихосбирки на Андради са „Разораване на души“ (1934), „Чувство за света“ (1940), „Жозе“ (1941), „Роза на ветровете“ (1945), „Моята поезия досега“ (1948), „Ясна загадка“ (1951), „Създател на изкуство“ (1952 – 1953), „Чист живот“ (1954 – 1958), „Урок на нещата“ (1963).
Като преводач се занимава предимно с френскоезична литература. Под негов превод излизат автори като Молиер, Оноре дьо Балзак, Франсоа Мориак, Морис Метерлинк. Превеждал е и испанския поет Федерико Гарсия Лорка.
На български език творчеството му е превеждано от Атанас Далчев, Александър Муратов, Никола Инджов, Румен Стоянов, Георги Ангелов.
Карлус Друмонд ди Андради умира на 17 август 1987 година в Рио де Жанейро.

## Издания на български език

### Самостоятелни книги
- Чувство за света (1977)[2]
- Карлос Друмонд Де Андраде. Поезия. Двуезично Издание (2012)[3]

### Антологии
- Съвременна бразилска поезия (2006)